# Apitipik
Apitipik est un site archéologique de 272 ha situé à l'embouchure de la rivière Duparquet sur le lac Abitibi à Gallichan au Québec (Canada). Il est situé sur la pointe Abitibi et a été occupé par les Algonquins durant 6 000 ans. En plus des vestiges amérindiens, le site fut l'emplacement de nombreux postes de traite construits entre 1686 à 1922. Le site a été occupé par les Algonquins du lac Abitibi jusqu'en 1956 et reste important pour les Algonquins de Wahgoshig et de Pikogan. Le site a été désigné lieu historique national du Canada en 1997.

## Histoire
Les première trace d’occupation Apitipik remonte à 4000 av. J.-C.. Le site est un lieu traditionnel de rassemblement estival pour les Algonquins du lac Abitibi et leurs ancêtres. On y trouve en particulier des sites entre 4000 av. J.-C. et 1100, dont ceux de Ki8ack8e matcite8eia, Bérubé, Margot et Réal qui ont fait l'objet de fouilles archéologiques. On y retrouve aussi des vestiges de poste de traite de la Compagnie de la Baie d'Hudson et de la Compagnie du Nord-Ouest à partir du XVIIe siècle. 